# Ermanno Florio
Ermanno Florio (Carapelle, 29 maart 1954) is een Canadees-Italiaanse dirigent. Hij studeerde directie aan de Universiteit van Toronto (Canada) bij Sir Andrew Davis. Na een studie aan de Toho Gakuen Muziekschool in Japan en bij onder meer de Roemeense dirigent Sergiu Celibidache specialiseerde Florio zich in opera en ballet. Zo is hij bekend van producties in Milaan (Teatro alla Scala), Londen (The Royal Opera House) en New York (The Metropolitan Opera).
Als muzikaal leider was hij van 1985 tot 1990 verbonden aan het Nationale Ballet van Canada. In 1992 startte hij bij het Houston Ballet en van 1998 tot 2001 leidde hij het American Ballet Theatre.
In 2004 werd hij muzikaal leider bij Het Nationale Ballet in Nederland. Per 1 januari 2013 nam de Britse dirigent Matthew Rowe deze functie over, maar Florio bleef nog wel als gastdirigent verbonden aan het balletgezelschap.
Florio is een veelgevraagd gastdirigent en werkte onder meer mee als dirigent van het Ballet de l'Opéra National in Parijs voor de film La sylphide van Jean-Madeleine Schneitzhoeffer met choreograaf Pierre Lacotte.
Hij is tevens betrokken bij een groot aantal cd’s en dvd’s.